# Neil Horan
Cornelius "Neil" Horan (Scartaglin, 22 de abril de 1947) é um ex-padre irlandês que invadiu a pista da prova da Maratona das Olimpíadas de Atenas (2004), agarrando o maratonista brasileiro Vanderlei Cordeiro de Lima, que estava na primeira colocação da prova até aquele momento. Horan foi condenado a um ano de prisão, mas pagou uma multa de três mil euros (equivalente a dez mil reais) para sair livre. Anteriormente, ele também havia invadido o circuito de Silverstone no Grande Prêmio da Grã-Bretanha de Fórmula 1, em 2003, vencida pelo piloto brasileiro Rubens Barrichello com a frase "Leia a Bíblia, ela está sempre certa".
Em 2005, segundo a Arquidiocese de Southwark, em Londres, ele foi expulso da Igreja Católica por conta de profecias do apocalipse. "Eu rejeito completamente essa decisão. Apelarei a um tribunal superior, o de Jesus Cristo", disse o irlandês.

## Biografia
Aos 26 anos, Cornelius foi ordenado padre, mas desde então nunca se tornou unanimidade na Igreja Católica, por conta de seus ideais.
No início da década de 1990, ele publicou o livro "Um novo mundo de glórias está chegando", no qual externava seus estudos e profecias sobre o fim do planeta, sendo prontamente expulso da igreja irlandesa. Ainda por conta da publicação deste livro, em 2005, ele seria expulso da igreja católica da Inglaterra.
Como não podia fazer suas pregações em igrejas, Cornelius passou a virar figura frequente em eventos de grande audiência e repercussão em todo mundo, para transmitir suas crenças.
O primeiro grande evento que ele apareceu foi no Grande Prêmio de Silverstone de Fórmula 1 de 2003. Ele simplesmente invadiu a pista com cartazes que ordenavam: “leiam a Bíblia” e “a Bíblia está sempre certa”.
Em 2004, antes dos Jogos Olímpicos, Horan invadiu o Derby de Epsom, tradicional prova de cavalos da Inglaterra, sendo retirado do evento apenas pela polícia.
Em 29 de agosto de 2004, Horan invadiu a prova da maratona nos Jogos Olímpicos a segurou o então líder da prova Vanderlei Cordeiro de Lima, fato este que o fez ganhar fama no mundo todo. Em 20 de janeiro de 2005, Kevin McDonald, Arcebispo de Southwark, laicizou Horan, após 10 anos sem exercer a profissão por motivos de saúde, incluindo depressão. Horan fez posteriormente a seguinte declaração à imprensa: "Rejeito completamente esta decisão. Apelo à corte muito superior do céu e à corte de Jesus Cristo... Agora não posso pregar, não posso distribuir a Comunhão — sou pouco mais que um pagão."
Em 2006, durante a Copa do Mundo da Alemanha, ele foi encontrado com cartazes de ataque a Hitler e planos de uma nova invasão.
Em 2009, Cornelius participou do programa Britain's Got Talent (a mesma edição que revelou a cantora Susan Boyle). Vestindo os mesmos trajes com os quais se tornou mundialmente conhecido, ele se apresentou dançando “soft jig”, tradicional da cultura irlandesa. Foi aprovado na primeira fase, mas os produtores disseram que “não o haviam reconhecido”. Na rodada seguinte, porém, acabou eliminado.

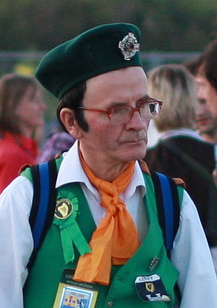
Cornelius Horan em 2009.

Em 2012, nos Jogos Olímpicos de Londres, Horan novamente apareceu em público assistindo justamente à prova da maratona, mas foi cercado por policiais durante todo o tempo e ainda declarou torcida ao brasileiro Marilson Santos. No fim, o atleta verde e amarelo foi o quinto colocado, e Cornelius prometeu vir ao Rio de Janeiro para acompanhar os Jogos de 2016.
Após ver Vanderlei Cordeiro de Lima sendo o protagonista da abertura dos Jogos Olímpicos do Rio, Cornelius deu uma entrevista ao jornal americano "New York Times", em que afirmou ficou com raiva.
| “ | "Para mim, o Vanderlei é virtualmente culpado por roubar completamente a fama de mim. O mínimo que ele poderia fazer era reconhecer isso. Ele se tornou mais do que um esportista, isso não aconteceu por causa de qualquer medalha que ele ganhou, mas por causa de um certo padre irlandês excêntrico. Os organizadores nem sequer mencionaram o meu nome na cerimônia de abertura, o que achei muito ruim." | ” |

Mostrou igual apreço por fama na publicação do livro biográfico "Padre Dançarino" (no inglês original, Dancing Priest), do jornalista Aidan O’Connor, tendo de bom grado participado na pesquisa do seu autor e até dançado no evento de sua publicação, pousando para fotografias e assinado cópias.

Em 2022, ele protestou contra Rishi Sunak se tornar primeiro-ministro do Reino Unido com um cartaz dizendo "A Grã-Bretanha é um país cristão, deveria ter um primeiro-ministro cristão - não um hindu."